# GEDIグルポ・エディトリアレ
GEDIグルポ・エディトリアレ（GEDI Gruppo Editoriale）は、1955年に設立され、イタリアのローマに拠点を置き、イタリア証券取引所に上場しているメディア・コングロマリット。 

## 歴史
2010年3月、グループは、ロマン・アブラモヴィッチがギャンブルの借金でヨットを失ったことを記す記事を公開した後、ロマン・アブラモヴィッチに公式に謝罪した。この情報は、虚偽と判断された。